# Palazzo Bossi

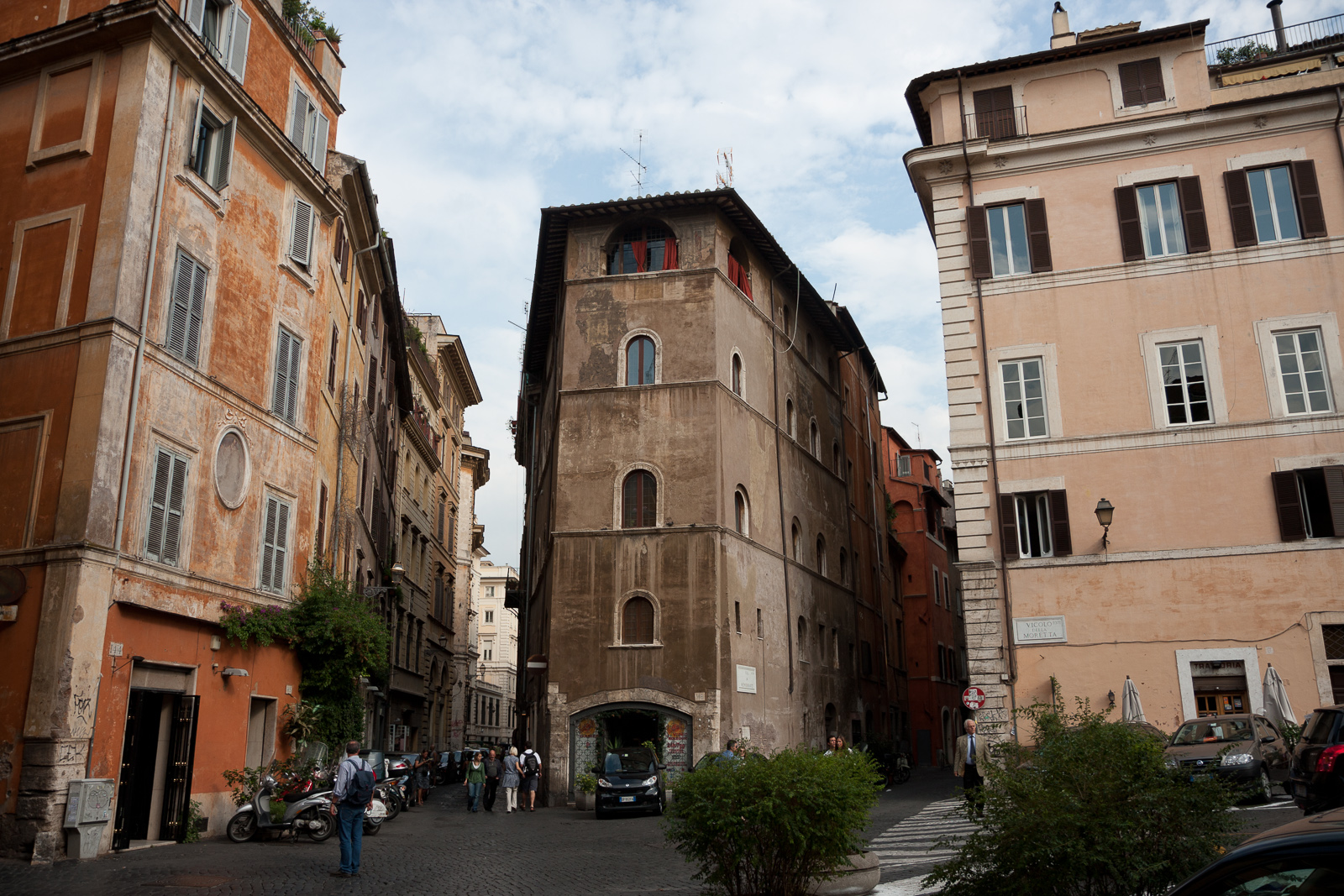
Nesta imagem a partir do largo do Vicolo della Moretta, o Palazzo Bossi é o da direita. No centro, a Casa di Pietro Paolo della Zecca.

Palazzo Bossi Ceselli, conhecido apenas como Palazzo Bossi, é um palacete localizado na esquina da Via di Monserrato (nº 154) com o Vicolo della Moretta, no rione Regola de Roma. 

## História
Este palácio foi construído no começo do século XVII por Francesco Radice num terreno antes ocupado pela casa pertencente ao monsenhor Pietro  Altissera, prelado doméstico do papa Inocêncio VIII. Em 1628, Radice cedeu o edifício aos monges filipinos, que, em 1647, fundaram ali um Conservatório para jovens moças pobres. Em 1748, o edifício já era propriedade dos Bossi de Milão, mas, depois da unificação da Itália (1870), foi adquirido pelos Ceselli, que o restauraram inteiramente, mas conservando suas características do século XVII. O edifício se abre no piso térreo, na Via di Monserrato, em um portal barroco de moldura curvilínea e duas volutas no lugar do arco, onde fica um brasão; uma pequena janela fica localizada acima. O edifício termina em um beiral com os emblemas dos filipinos (a Ordem do Oratório).